# 阿尔贝蒂娜
阿尔贝蒂娜是巴西米纳斯吉拉斯州的一个市镇。总面积57.617平方公里，总人口2872人，人口密度49.8人/平方公里。